# Martin Childs
Pour les articles homonymes, voir Childs.
Martin David William Childs est un directeur artistique britannique né le 1er juillet 1954  à Bedford (Angleterre).

## Biographie
Il a été fait Member of the Most Excellent Order of the British Empire pour services rendus à l'industrie cinématographique lors de la promotion de fin 2001.

## Filmographie (sélection)

### Cinéma
- 1989 : Henry V de Kenneth Branagh
- 1992 : The Crying Game de Neil Jordan
- 1993 : Beaucoup de bruit pour rien (Much Ado About Nothing) de Kenneth Branagh
- 1994 : La Folie du roi George (The Madness of King George) de Nicholas Hytner
- 1994 : Frankenstein (Mary Shelley's Frankenstein) de Kenneth Branagh
- 1996 : Portrait de femme (The Portrait of a Lady) de Jane Campion
- 1997 : La Dame de Windsor (Mrs. Brown) de John Madden
- 1998 : Shakespeare in Love de John Madden
- 2000 : Quills, la plume et le sang (Quills) de Philip Kaufman
- 2006 : Miss Potter de Chris Noonan
- 2008 : Le Garçon au pyjama rayé (The Boy in the Striped Pyjamas) de Mark Herman
- 2010 : London Boulevard de William Monahan
- 2015 : Indian Palace : Suite royale (The Second Best Exotic Marigold Hotel) de John Madden
- 2015 : Mr. Holmes de Bill Condon

### Télévision
- 1991-1992 : La Rédac (12 épisodes)
- 2012 : Parade's End

## Distinctions

### Récompenses
- Oscars 1999 : Oscar des meilleurs décors pour Shakespeare in Love

### Nominations
- British Academy Film Award des meilleurs décors
  - en 1998 pour La Dame de Windsor
  - en 1999 pour Shakespeare in Love
  - en 2001 pour Quills, la plume et le sang
  - en 1998 pour La Dame de Windsor
- Oscars 2001 : Oscar des meilleurs décors pour Quills, la plume et le sang
- BAFTA 2013 : Meilleur direction artistique (télévision) pour Parade's End